# Kuhlia petiti
Kuhlia petiti is een straalvinnige vissensoort uit de familie van vlagvissen (Kuhliidae). De wetenschappelijke naam van de soort is voor het eerst geldig gepubliceerd in 1943 door Schultz.